# Залуковье
Залуковье — опустевшая деревня в Пеновском районе Тверской области.

## География
Находится в западной части Тверской области на расстоянии приблизительно 41 км на запад-северо-запад по прямой от железнодорожной станции Пено.

## История
Деревня была показана на карте Менде (состояние местности на 1848 год). В 1859 году здесь (деревня Осташковского уезда) было учтено 5 дворов, в 1939 — 18. До 2020 года входила в Ворошиловское сельское поселение Пеновского района до их упразднения. Здесь находилось охотхозяйство «Горские Устья». Ныне состояние местности в районе бывшей деревни соответствует объектам для отдыха высокопоставленных  любителей охоты.

## Население
Численность населения: 35 человек (1859 год), 10 (русские 30 %, украинцы 70 %) 2002 году, 1 в 2010.